# Stomias nebulosus
Stomias nebulosus is een straalvinnige vissensoort uit de familie van Stomiidae. De wetenschappelijke naam van de soort is voor het eerst geldig gepubliceerd in 1889 door Alcock.